# Стрийське газопромислове управління
Стрийське Газопромислове Управління — підприємство з видобутку і транспортування газу, розташоване у місті Стрий. Управління розробляє поклади газових родовищ на Передкарпатті і транспортує газ до інших районів України, Білорусі, Польщі і балтійських країн. У 1974 році до його складу входило 5 газопромислів, Львівський цех для транспортування газу та інші цехи. Видобуток газу в 1970 році становив 7 514 млн м³ (12 % загального видобутку України), транспортування — 9 317 млн м³.
До складу управління входять такі газові родовища:
- Дашавське газове родовище (найстаріше, уведене в експлуатацію 1924);
- Опарське газове родовище;
- Угерське газове родовище;
- Більче-Волицьке газове родовище;
- Рудківське газове родовище;
- Хідновицьке газове родовище;
- Меденицьке газове родовище;
- Пинянське газове родовище;
- Свидницьке газове родовище;
- Малогорожанське газове родовище;
- Кавське газове родовище.